# Alberswil
Alberswil est une commune suisse du canton de Lucerne, située dans l'arrondissement électoral de Willisau.

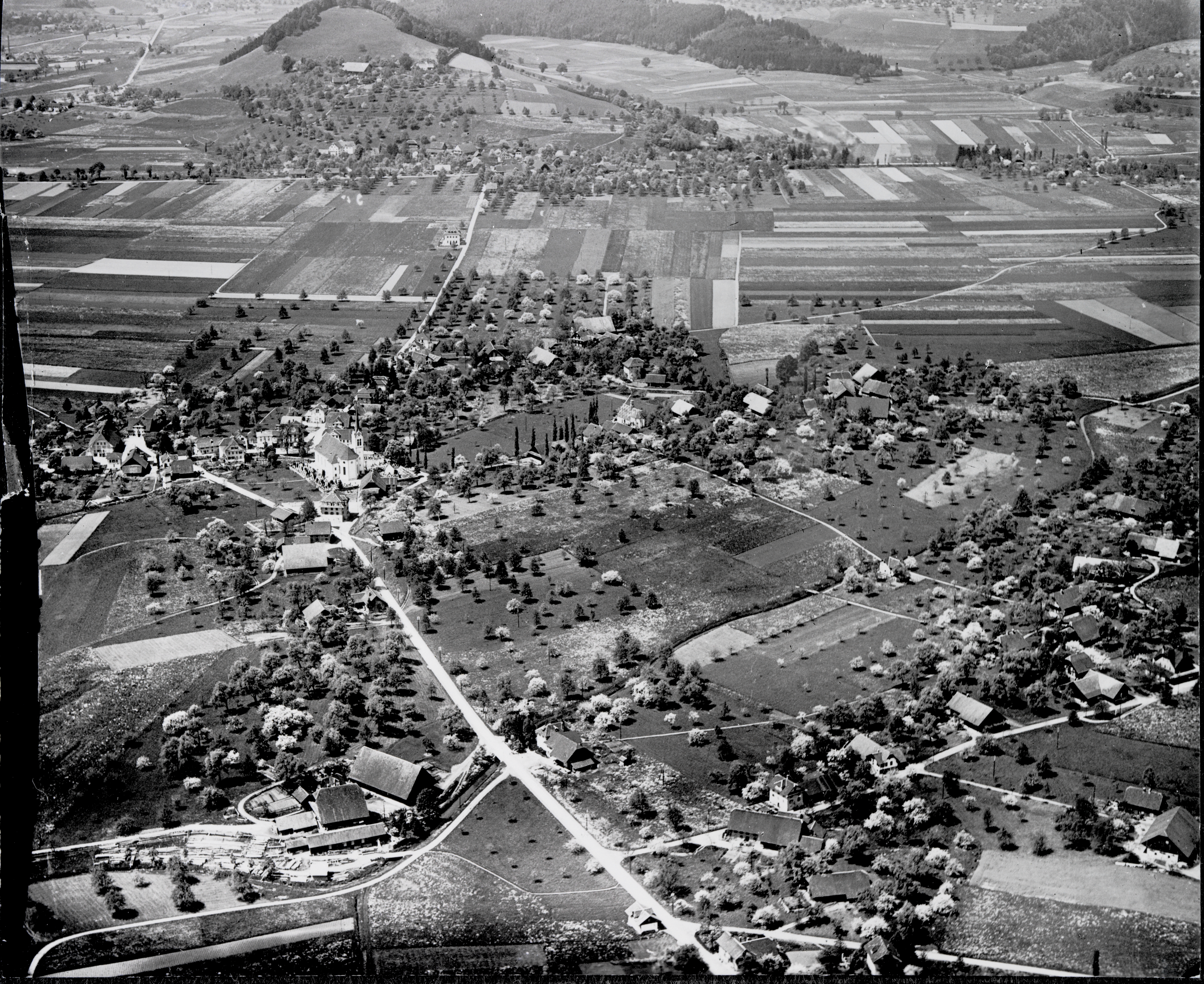
Vue aérienne de 300 m par Walter Mittelholzer (1931)

## Monuments et curiosités
La chapelle Saint-Blaise située sur la colline du Burgrain date de 1682. Sa construction dont les proportions sont rigides est influencée par le gothique. Dans la nef et le chœur se trouvent d'anciens plafonds à caissons.
La maison patricienne Kasteln a été construite en 1682 pour Heinrich de Sonnenberg. Le bâtiment en forme de T, avec ses deux pavillons dans le jardin, est un exemple précoce de résidence campagnarde patricienne baroque pour le canton de Lucerne.
La forteresse (ou château) de Kasteln a été détruite en 1653 durant la guerre des paysans. Elle appartint successivement aux Lenzbourg, Kybourg et Habsbourg. L'appareil est en blocs de tuf en bossages.